# Eugrapta angulata
Eugrapta angulata är en fjärilsart som beskrevs av Arnold Pagenstecher 1900. Eugrapta angulata ingår i släktet Eugrapta och familjen nattflyn. Inga underarter finns listade i Catalogue of Life.

## Bildgalleri

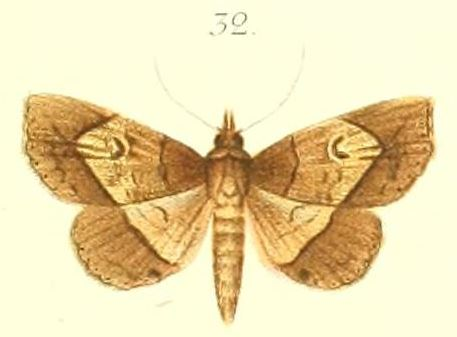